# Telefunka

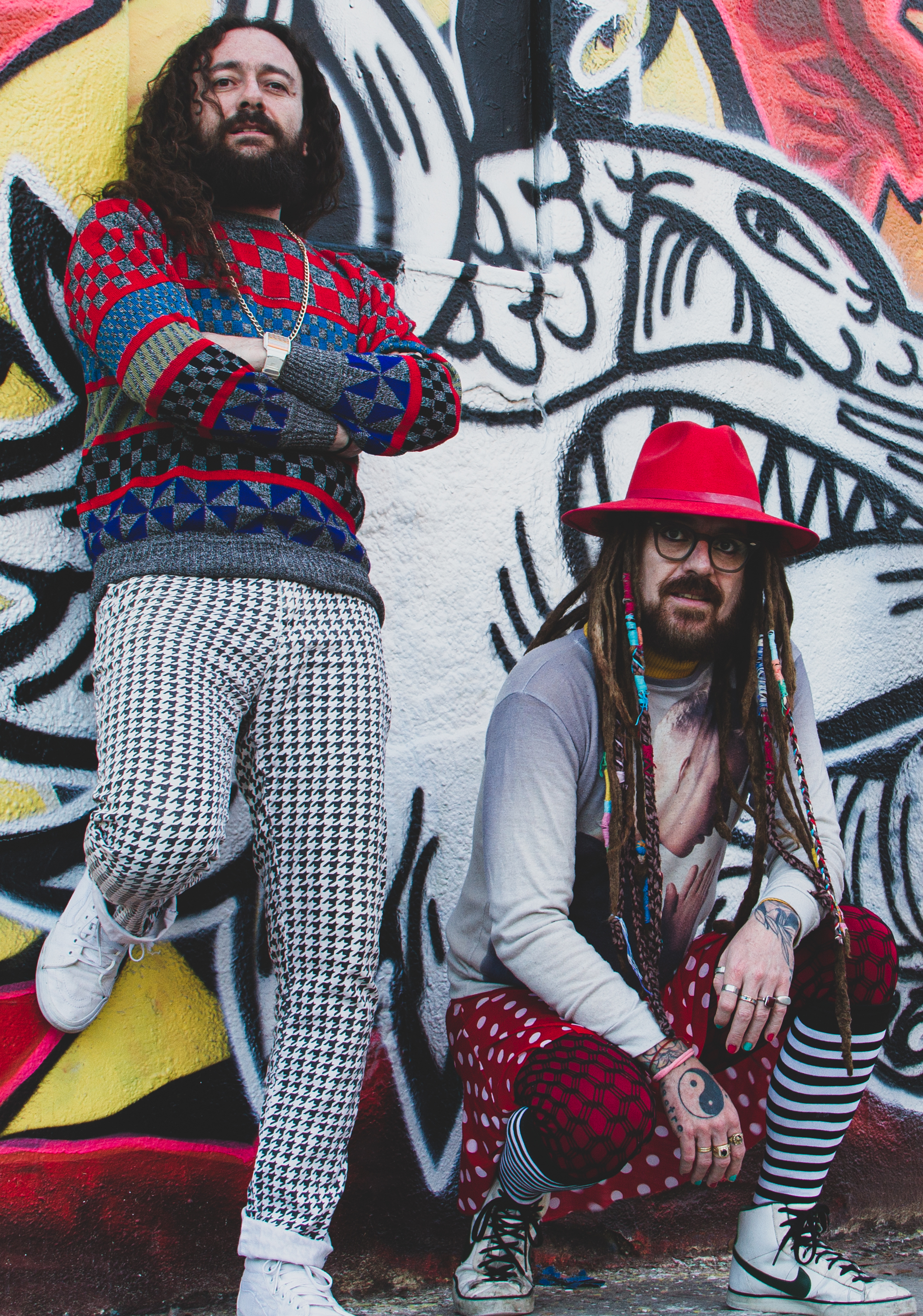
Los hermanos Fragoso

Agrupación electrónica creada por los hermanos Giancarlo y Aldo Fragoso en 2002 en Guadalajara, México, y con residencia actual en Barcelona. Se ha convertido en uno de los referentes latinoamericanos del género. A partir de un peculiar e ingenioso live act que combina las bases rítmicas de la electrónica con instrumentos análogos (bajo, guitarra, saxofón, juguetes, voces) y un manejo destacable de la imagen, Telefunka ha desarrollado una verdadera experiencia multisensorial envolvente. 
Telefunka ha editado 5 LPs, 2 EPs de remixes, y un DVD en directo (Electrosinfónico) con una orquesta sinfónica; cuentan con colaboraciones de artistas como Gustavo Cerati (Soda Stereo) y Adrián Dárgelos (Babasónicos); fueron nominados por MTV como Mejor Artista Independiente (2004); han participado en importantes festivales internacionales como Rock al Parque (Bogotá, Colombia/edición 2006), Festival Centro (Bogotá, Colombia/edición 2010), Vive Latino (CDMX, México / ediciones 2005, 2011, 2015), Brahma Beats (Buenos Aires, Argentina/edición 2005), Festival FFF (Ambato, Ecuador/ediciones 2007, 2015), Festival Pa’l Norte (Monterrey, México edición 2015). 
Han compartido escenario con bandas y DJs como Daft Punk, Massive Attack, Deep Dish, James Lavelle, Peter Murphy, Public Enemy, Woodkid o Ladytron, entre otros. Telefunka ha actuado en México, España, Panamá, Ecuador, Brasil, Colombia, Estados Unidos y Argentina. En agosto de 2007 se presentaron en la Clausura de los Juegos Panamericanos en Río de Janeiro, Brasil, en el Estadio Maracaná.
En mayo de 2005 el violinista Danny Padilla dejó la banda, para fundar su grupo, Selectro-On.
En 2020 Telefunka firmó con el sello internacional DSK Pop Records con el que editó su quinto LP, Discothèque. Las modalidades de presentación del grupo son: Telefunka Live act, Telefunka DJ Sax Set,  Electrosinfónico (Live act con orquesta sinfónica), y Electrobigband (Live act con big band).

## Discografía

### Álbumes de estudio
- Electrodoméstico 2003.
- Casete 2005.
- Invisible 2011.
- Eureka 2014.
- Discothèque 2020.

### Sencillos y EP
- Diablo 2002.
- Brillantina 2003.
- RE:Zenit 2004.
- Portátil 2004.

- Robot 2006.
- Disco Patirama 2006.
- Electroshock 2006.

- Desechable (Sencillo) 2009.
- ¡Flash! 2009.
- El Invento de Volar Hacia Atrás 2014.
- Saxofónico 2014.
- Eye In The Sky 2016.
- Squash (Live session en Tehuacán) 2018.
- Around Your Lights 2019.
- Samurai 2020.

### Videos
- Brillantina (Dirigido por Mariana Gutiérrez) (2003)
- Zenit (Dirigido por Mariana Gutiérrez) (2004)
- Portátil - Electrosinfónico (Dirigido por Mariana Gutiérrez) (2004)
- Robot (Dirigido por Raúl Ramón) (2005)
- Motel (Dirigido por Diego Arredondo) (2006)
- Disco Patirama (Dirigido por Eduardo Ávila)
- Electroshock - Presentación Especial de Gustavo Cerati (Dirigido por Mariana Gutiérrez) (2007)
- Desechable (Dirigido por Aldo Fragoso) (2009)
- ¡Flash! (Dirigido por Aldo Fragoso) (2010)
- El Invento de Volar Hacia Atrás (Dirigido por Aldo Fragoso)
- Saxofónico (Dirigido por Torito Studio)
- Espejismo (Dirigido por Hix)
- Around Your Lights (Dirigido por Sarape Films)
- Samurai (Dirigido por Aldo Fragoso)

## DVD
- Electrosinfónico 2005.